# Лайзанска патица
Лайзанската патица (Anas laysanensis) е вид птица от семейство Патицови (Anatidae). Видът е критично застрашен от изчезване.

## Разпространение
Разпространен е в САЩ.